# Tibério Nunes

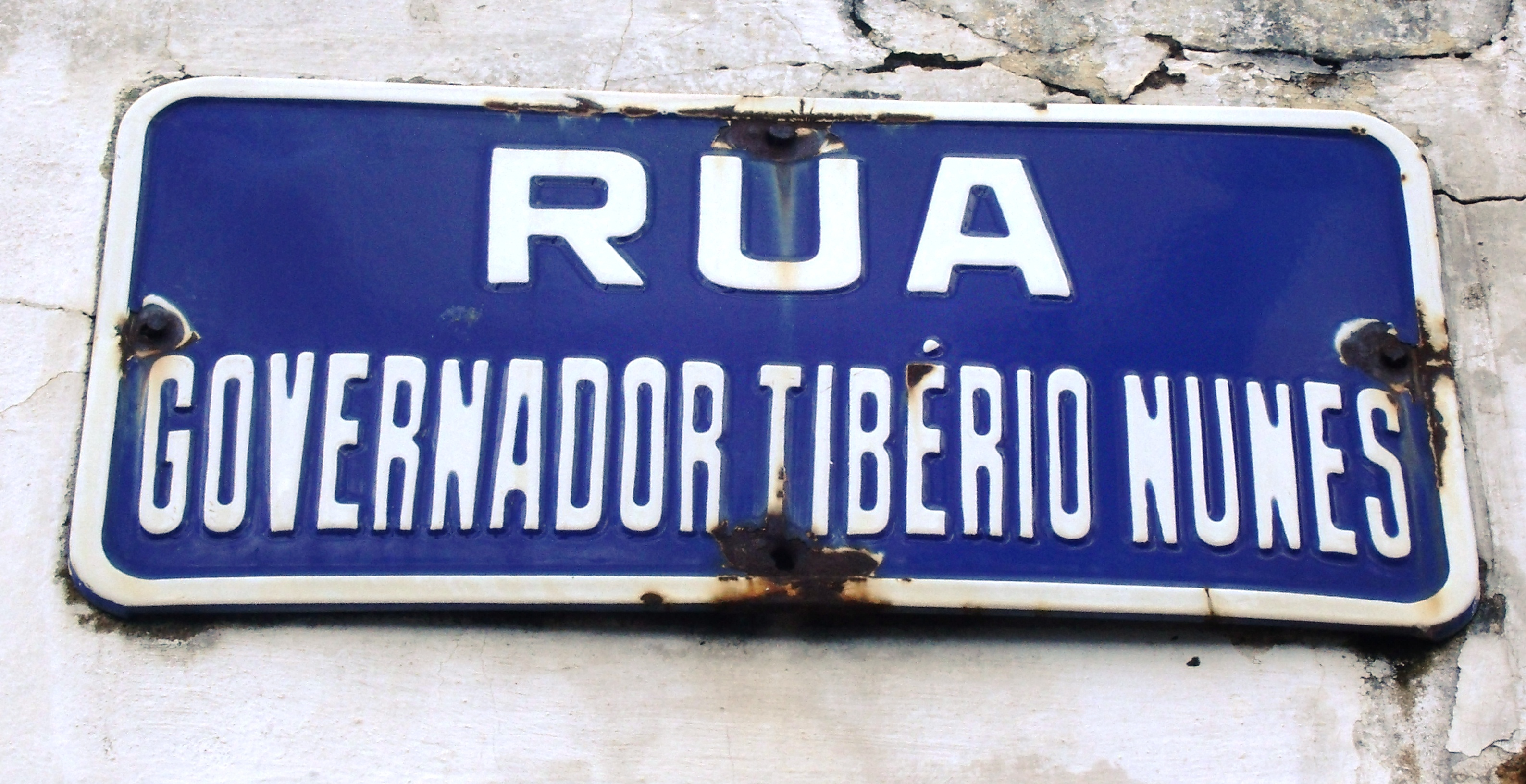
Rua Tibério Nunes, em Teresina.

Tibério Barbosa Nunes (Oeiras, 18 de setembro de 1922 – Jardim do Mulato, 19 de julho de 1974) foi um médico, jornalista e político brasileiro, outrora governador do Piauí.

## Dados biográficos
Filho de Benedito de Moura Nunes e Maria Benedita Barbosa Nunes. Médico formado em 1948 pela Escola de Medicina e Cirurgia da Universidade Federal do Rio de Janeiro. Filiado à UDN, elegeu-se prefeito de Floriano em 1950 e deputado estadual em 1954. Eleito vice-governador do Piauí na chapa de Chagas Rodrigues em 1958, assumiu o Palácio de Karnak em 3 de julho de 1962 quando o titular renunciou para disputar as eleições daquele ano.
Tibério Nunes deixou o governo estadual em 1963 quando foi sucedido por Petrônio Portela e foi nomeado por este conselheiro do Tribunal de Contas do Piauí, mas não deixou a política; afinal quando o Regime Militar de 1964 instituiu o bipartidarismo, Nunes ingressou na ARENA e por esta legenda foi eleito prefeito de Floriano pela segunda vez em 1966.
Faleceu vítima de um acidente automobilístico na altura do município de Jardim do Mulato e em sua homenagem existe em Floriano o Estádio Tibério Barbosa Nunes e o Hospital Regional Tibério Nunes, sendo que sua árvore genealógica o aponta como primo de Petrônio Portela,  Lucídio Portela, Elói Portela e Helvídio Nunes.